# Dalva Peres
Pour les articles homonymes, voir Peres.
Dalva Judith Peres, (née le 6 août 1996) est une joueuse angolaise de handball qui évolue au poste d'arrière gauche au Clube Desportivo Primeiro de Agosto et en équipe d'Angola féminine de handball.
Elle a représenté l'Angola dans l'équipe nationale des moins de 17 ans lors des Jeux olympiques de la jeunesse d'été de 2014, puis au Championnat d'Afrique junior en 2015 à Nairobi.
Elle passe ensuite dans l'équipe nationale lors des Jeux africains 2015, puis au championnat d'Afrique 2016 et au Championnat du monde de handball féminin 2017 en Allemagne,.

## Palmarès

### En équipe nationale
Championnats du monde
- 19e place au Championnat du monde 2017

Championnats d'Afrique
- Médaille d'or au championnat d'Afrique 2016
- Médaille d'or au championnat d'Afrique 2021
- Médaille d'or aux Jeux africains 2015.
- Médaille d'or au Championnat d'Afrique junior 2015.